# Fernando Klautau Campos
Fernando Klautau Campos (Lisboa, 1891 – Lisboa, 1958) foi um publicista, conferencista, jornalista e historiador português que organizou o inventário do pensamento contrarrevolucionário.
Frequentou a Faculdade de Direito da Universidade de Coimbra, que abandonou para se dedicar à política e aos negócios.
Participou nos movimentos Integralismo Lusitano e Acção Realista e na Causa Monárquica e integrou os serviços de imprensa do Secretariado da Propaganda Nacional.
Escreveu na imprensa periódica - «A Monarquia», «A Voz», «Acção Realista Portuguesa» ou revista «Nação Portuguesa», de que foi secretário.
Correspondente no Instituto de Coimbra e sócio da Academia Portuguesa da História e da Associação dos Arqueólogos Portugueses, secretariou a secção de História desta instituição.
É filho de Augusto César de Campos e Adelaide Klautau, portugueses. O jurista católico brasileiro Aldebaro Klautau, é seu primo de segundo grau.

## Obras
- Os nossos mestres ou breviário da contra-revolução: juizos e depoimentos sobre a Revolução Francesa, a Democracia, a Liberdade, o Parlamento, a República, a Religião, o Nacionalismo, a Tradição, a Monarquia, o Rei, a Família e a Organização Económica, Portugália Editora, 1924[5]
- O Pensamento Contra-Revolucionário em Portugal no Século XIX, Ed. José Fernandes Júnior, 1931[6]
- No Saguão do Liberalismo, Ed. de José Fernando Júnior, 1935[7]
- Páginas Corporativas, Lisboa, 1941[2]

Em 1935 recebeu o prémio António Enes do Secretariado da Propaganda Nacional.